# Liberty Global
Liberty Global — международная телекоммуникационная компания. Её дочерние компании работают в Швейцарии, Бельгии, Ирландии и Словакии, имеются совместные предприятия в Великобритании и Нидерландах.

## История
Liberty Global была создана в 2005 году слиянием Liberty Media International и UnitedGlobalCom; обе компании базировались в США, но основные их активы были в Европе, Азии и Латинской Америке. Основной дочерней структурой UnitedGlobalCom была компания UPC Broadband, представлявшая услуги кабельного доступа к интернету в 11 странах Европы (была создана в 1995 году как совместное предприятие с Philips, в 1997 году доля партнёра была выкуплена). На момент создания у Liberty Global было 14 млн клиентов в 17 странах.
В 2009 году компания вышла на рынок Германии, купив за 5,2 млрд долларов компанию Unitymedia, второго крупнейшего оператора кабельного телевидения страны. В 2012 году был куплен оператор проводной и беспроводной связи в Пуэрто-Рико OneLink.
В начале 2013 года за 16 млрд долларов была куплена компания Virgin Media с 4,9 млн абонентов кабельного телевидения и интернета в Великобритании. Позже в том же году за 1 млрд долларов была продана дочерняя компания Chellomedia, производитель телепрограмм. В 2014 году за 10 млрд евро был куплен нидерландский кабельный оператор Ziggo; в 2016 году он был объединён с дочерней компанией Vodafone в Нидерландах в совместное предприятие VodafoneZiggo.
В 2015 году была куплена компания Cable & Wireless Communications, представлявшая услуги связи в Центральной Америке и Карибском регионе; в 2018 году эти и другие операции в Латинской Америке были выделены в самостоятельную компанию Liberty Latin America. Также в 2018 году были проданы активы в Германии, Венгрии, Румынии и Чехии, их за 21,3 млрд долларов купила британская группа Vodafone.
В мае 2020 года Liberty Global и испанская Telefónica объединили свои операции в Великобритании в совместное предприятие Virgin Media O2United Kingdom; две компании работали соответственно под брендами Virgin Media и O2. В ноябре 2020 года было завершено поглощение швейцарской телекоммуникационной компании Sunrise Communications Group AG в сделке стоимостью 7,4 млрд долларов.

## Собственники и руководство

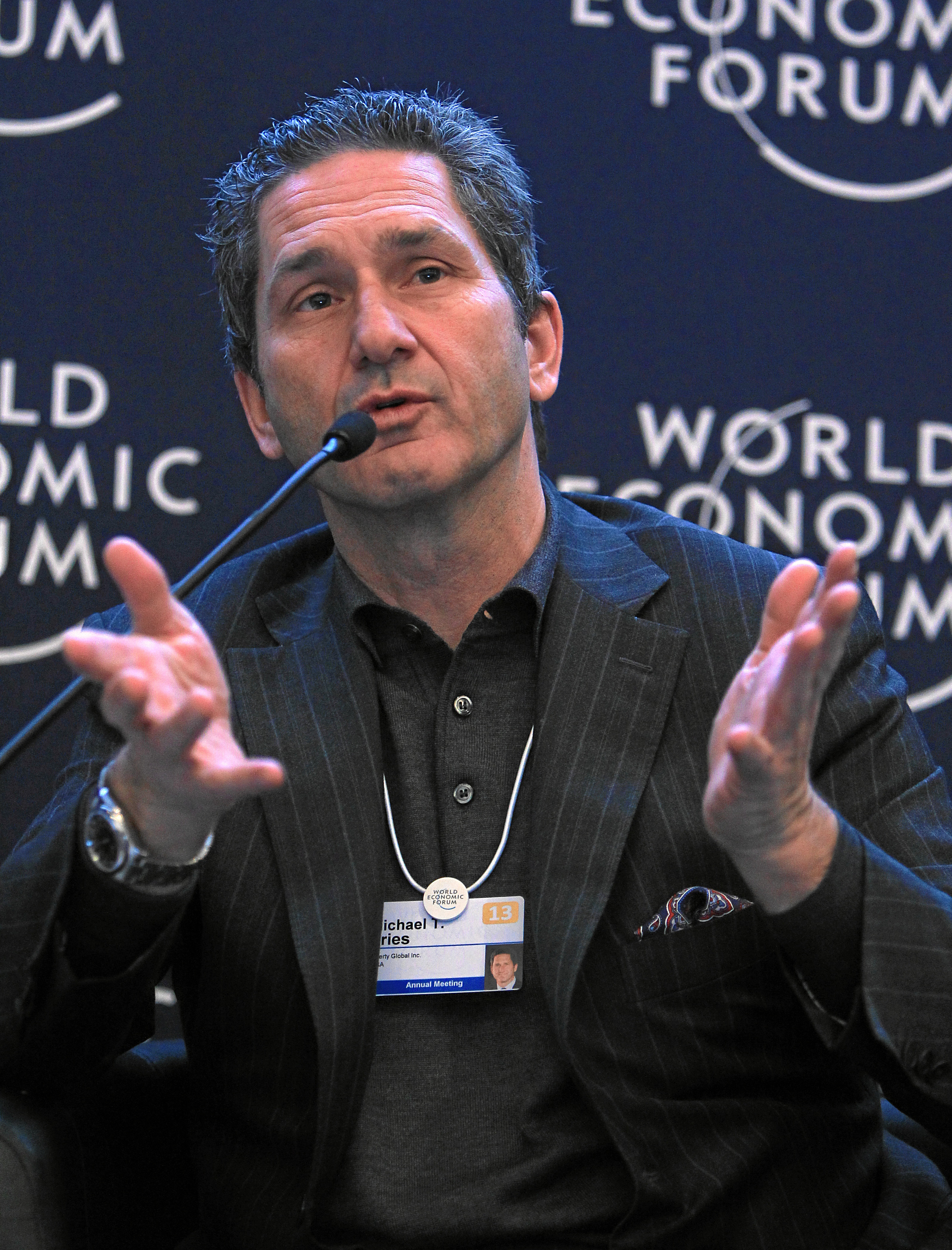
Майкл Фрайз

- Джон Мэлоун (John C. Malone, род. 7 марта 1941 года) — председатель совета директоров. В 2023 году с капиталом 9,9 млрд долларов занял 72-е место среди самых богатых американцев (список Forbes 400) и 208-е среди самых богатых миллиардеров мира, второй крупнейший частный землевладелец США[13]. В 1970—90-х годах возглавлял компанию Tele-Communications Inc.[англ.], сделав её крупнейшим оператором кабельного телевидения в США. Позже возглавлял другие телекоммуникационные и масс-медийные компании, включая Charter Communications, Liberty Media, Lionsgate и другие[14].
- Майкл Томас Фрайз (Michael Thomas Fries, род. 6 февраля 1963 года) — вице-председатель, президент и генеральный директор, в UnitedGlobalCom с 1990 года[15].

## Деятельность
Основные подразделения по состоянию на 2022 год:
- Sunrise — Швейцария, 100 %, 1,47 млн абонентов кабельных услуг (интернет, видео и телефония) и 2,77 млн абонентов мобильной связи, выручка 3,18 млрд долларов;
- Telenet — Бельгия, 61,1 %, 2,01 млн абонентов кабельных услуг (интернет, видео и телефония) и 2,94 млн абонентов мобильной связи, выручка 2,81 млрд долларов;
- Virgin Media — Ирландия, 100 %, 421 тыс. абонентов кабельных услуг (интернет, видео и телефония) и 144 тыс. абонентов мобильной связи виртуального оператора через сеть компании 3 (Hutchison), выручка 0,49 млрд долларов;
- UPC Slovakia — Словакия, 100 %, 182 тыс. абонентов кабельных услуг (интернет, видео и телефония)
- Virgin Media O2United Kingdom — Великобритания, 50 % (остальные 50 % у Telefónica), 5,7 млн абонентов кабельного интернета и 33,8 млн абонентов мобильной связи, выручка 12,86 млрд долларов;
- VodafoneZiggo — Нидерланды, 50 % (остальные 50 % у Vodafone), 3,68 млн абонентов кабельных услуг (интернет, видео и телефония) и 5,53 млн абонентов мобильной связи, выручка 4,28 млрд долларов;
- Liberty Global Ventures — инвестиции в более чем 75 компаний в областях масс-медиа и инфраструктуры, включая Plume Design, ITV plc, Televisa Univision, AE Group Sàrl (AtlasEdge) и Formula E Holdings.

В списке крупнейших публичных компаний мира Forbes Global 2000 за 2023 год Liberty Global заняла 1252-е место.